# Георги Колев (политик)
Георги Велков Колев е български учен и политик от ДПС, бивш народен представител от парламентарната група на ДПС в XLI народно събрание  и председател на Общинския съвет в Шумен (2011 – 2015). Ректор на Шуменски университет (от 2015 г.).

## Биография
Георги Колев е роден на 20 април 1958 г. в град Шумен, България. Завършил е Педагогическия факултет към Държавния институт по физическа култура в Москва, специалност „Социален и банков мениджмънт“ в УНСС, мениджмънт в Московската академия по икономика, специалност „Статистика и финанси“ във ВТУ „Св. св. Кирил и Методий“

### Шуменски университет
От 1996 г. е преподавател в Педагогически факултет към Шуменския университет. През 2004 г. става декан на Педагогическия факултет. В периода 2011 – 2015 г. е Заместник–ректор по стопанската и инвестиционна дейност и кариерно развитие на академичния състав. Член на Стопанския съвет, на Издателския съвет и на Комисията по кадрово и научно израстване в Шуменския университет.
На 30 октомври 2015 г. е избран за ректор на Шуменски университет, от общо 232 бюлетини, получава 182 гласа „За“, 47 гласа получава другият кандидат за поста проф. Добромир Енчев, недействителни са 13 бюлетини. През 2019 г. е преизбран за ректор с 158 гласа „За“ и 23 „Против“, недействителни са 40 бюлетини.

#### Скандали
През март 2017 г. проф. Румен Ваташки го обвинява, че като ректор позволява да бъде закрита катедра „Теология“, докато в същото време позволява в университета да съществува катедра по турска филология. С доклад до декана на Факултетът по хуманитарни науки от 27 февруари 2017 г., доц. Стефан Стефанов, който тогава е ръководител на катедра „Теология”, предлага в катедрата да бъде прехвърлена Ивелина Евтимова от катедра „История и археология“, считано от 1 март 2017 г., спазвайки законния срок, но ректорът проф. Г. Колев отказва да направи това прехвърляне. 
През юли 2017 г., в писмо до медиите Нина Ивановна разказва, че членовете на Академичния съвет са били принудени от ректора да освободят с тайно гласуване от длъжността заместник-ректори: проф. д-р Наталия Витанова  (зам.-ректор по учебна дейност и образователни политики) и доц. д.п.н. Наталия Павлова (зам. – ректор по научноизследователска дейност, проектна дейност и международна дейност, в т.ч. институционален ЕРАЗЪМ координатор). 

### Политика
Георги Колев е експерт в Комисията за наука и образование в XXXIX народно събрание (2002 – 2005), в XLII народно събрание (2013 – 2014) и в XLIII народно събрание (2014 – 2017). В периода 2003 – 2004 г. е участвал в създаването на академични програми за работа с бежанци към Върховния комисариат за бежанците на ООН. 
На парламентарните избори през 2009 г. е избран за народен представител от листата на ДПС. 
На местните избори през 2011 г. е избран за общински съветник в Шумен, от листата на ДПС. . С подкрепата на БСП е избран и за председател на Общинския съвет.
През 2023 г. Георги Колев се кандидатира за кмет на Община Шумен, но не от ДПС, а от партия ГЕРБ. След избирането му за кандидат на ГЕРБ той казва пред журналисти: „Благодаря лично на лидера на партията Бойко Борисов и на изпълнителното бюро, че от трите кандидатури беше издигната моята.“. Другите двама номинирани от местната общинска организация на ГЕРБ са Любомир Христов – два мандата кмет на областния град, и Албена Неделчева – общински председател на партията в Шумен. 
Парламентарна дейност
- Член на парламентарната група на Движение за права и свободи в XLI народно събрание (14 юли 2009 – 1 ноември 2011)
- Член на Комисията по образованието, науката и въпросите на децата, младежта и спорта (29 юли 2009 – 1 ноември 2011)
- Заместващ член на постоянната делегация на Народното събрание в Парламентарната асамблея на Организацията за сигурност и сътрудничество в Европа (9 септември 2009 – 1 ноември 2011). Като такъв се включва по едно и също време в 11 групи за приятелство:
  - Заместник-председател на групата за приятелство на България с Русия (23 октомври 2009 – 1 ноември 2011)
  - Член на групите за приятелство на България с Азербайджан, Германия, Грузия, Естония, Казахстан, Латвия, Литва, Турция, Узбекистан и Хърватия (23 октомври 2009 – 1 ноември 2011)

Внесени законопроекти
- Внася законопроект за изменение и допълнение на Наказателния кодекс.